# Urophora hispanica
Urophora hispanica
 es una especie de insecto del género Urophora de la familia Tephritidae del orden Diptera. 
Gabriel Strobl lo describió científicamente por primera vez en el año 1905.